# Dani Fridman
Dani Fridman (ur. 30 stycznia 1988) – izraelski wioślarz.

## Osiągnięcia
- Mistrzostwa Świata Juniorów – Amsterdam 2006 – dwójka podwójna – 15. miejsce[1].
- Mistrzostwa Europy – Ateny 2008 – jedynka – 13. miejsce[1].
- Mistrzostwa Europy – Montemor-o-Velho 2010 – dwójka podwójna – 15. miejsce[1].